# Psocoptera
El orden de insectos Psocoptera, castellanizado como psocópteros conocidos vulgarmente como piojos de libros y piojos de corteza, son un orden parafilético de pequeños insectos neópteros de color gris transparente, blanco amarillento o café oscuro, de cuerpo blando, con o sin alas y estas pueden ser largas o cortas. El nombre Psocoptera ha sido reemplazado por Psocodea en la literatura reciente, con la inclusión del antiguo orden Phthiraptera en Psocodea (como parte del suborden Troctomorpha).
 
Se han descrito unas 3000 especies en entre 226 y 345 géneros según la diferente bibliografía; algunas de ellas viven en ambientes humanos (casas, bodegas, graneros, etc.) donde son frecuentes en papeles enmohecidos, de donde deriva su nombre común.

## Características
La mayoría de los psocópteros miden menos de 6 mm. Las especies aladas tienen cuatro alas membranosas; ocasionalmente las alas anteriores están bien desarrolladas y las posteriores son vestigiales, mientras que las posteriores sobrepasan con creces el ápice abdominal cuando el animal está en reposo; además las cuatro alas quedan en tejadillo al posarse. Las antenas por lo general son largas y delgadas (filiformes), formadas por aproximadamente 13 a 50 segmentos. Los tarsos tienen  2 o 3 segmentos; el aparato bucal es masticador, los ojos compuestos están poco desarrollados en algunas especies y generalmente poseen tres ocelos, aunque pueden no tener en absoluto. El protórax se halla muy reducido en las especies aladas. Tienen una gibosidad característica en el mesotórax. Los alados no suelen volar; en ocasiones vuelan en gran número dejándose llevar por el aire como los áfidos.
Algunos psocidos tienen pequeños ovipositores que son hasta 1,5 veces más largos que las alas posteriores, y las cuatro alas tienen un patrón de venación relativamente simple, con pocas venas cruzadas. Las alas, si están presentes, se mantienen en forma de tienda de campaña sobre el cuerpo. Las patas son delgadas y están adaptadas para saltar, más que para agarrarse, como en los verdaderos piojos. El abdomen tiene nueve segmentos y carece de cerci.
A menudo hay una variación considerable en la apariencia de los individuos dentro de la misma especie. Muchos no tienen alas ni ovipositores, y el tórax puede tener una forma diferente. También se conocen otras variaciones más sutiles, como cambios en el desarrollo de las microvellosidades llamadas setas. La importancia de estos cambios es incierta, pero su función parece ser diferente a la de variaciones similares en, por ejemplo, los áfidos. Sin embargo, al igual que los áfidos, muchos psocidos son partenogénicos, y la presencia de machos puede incluso variar entre diferentes razas de la misma especie.
Los psocidos ponen sus huevos en diminutas grietas o sobre el follaje, aunque se sabe que unas pocas especies son vivíparas. Las crías nacen como versiones en miniatura y sin alas del adulto. Estas ninfas suelen mudar seis veces antes de alcanzar la edad adulta. La vida total de un psocido rara vez supera unos pocos meses.

## Estructura
La mayoría de las moscas del heno tienen dos pares de alas palmeadas, incoloras o con manchas y ligamentos oscuros; el segundo par de alas es siempre más pequeño que el primero, con venas simplificadas. En reposo, las alas están plegadas en forma de techo sobre el abdomen. En algunas especies, las alas están ausentes o acortadas
Las hienas se caracterizan por el dimorfismo sexual, expresado en el hecho de que las antenas de los machos están más densamente cubiertas de pelos y los ojos son agrandados, casi globulares. En algunas especies aladas, las hembras pueden tener alas cortas o carecer de ellas.
Las mandíbulas son macizas, características de un aparato bucal roedor. El lóbulo interior de las mandíbulas inferiores se desprende en forma de un palo largo y duro. Se extiende hacia el interior de la cabeza, formando un distintivo saco denso. En el extremo exterior del palo hay dientes finos. Gracias a su rica musculatura, el comedor de heno puede moverlo hacia delante, desviarlo hacia los lados y girarlo. El palo se utiliza para triturar la comida antes de comerla.

## Biología y ecología
La metamorfosis es incompleta, son hemimetábolos paurometábolos y los individuos en desarrollo (ninfas) son muy parecidos a los adultos pero siempre carecen de alas. Ponen de 20 a 100 huevos por lo general, aunque existen también especies vivíparas y algunas presentan reproducción partenogenética. Los huevos los colocan aislados o agrupados y a veces cubiertos de sedosidades o restos de material. La mayoría de las especies pasan por seis estadios de desarrollo o ninfales. En algunas especies no se conocen adultos. Los huevos suelen hibernar; las ninfas y adultos raramente. Muchos son gregarios.
Viven en ambientes con elevada humedad, generalizando ambientes con humedad superior al 75%. Las especies más conocidas son las que viven en construcciones como casas con humedades, o casas nuevas antes de que se sequen las paredes, graneros, bodegas, etc. Estas especies por lo general carecen de alas y son frecuentes en papeles y libros que están o estuvieron húmedos, por lo que se las conoce como piojos o piojillos de los libros, del polvo o de la paja.
Las especies que viven en el campo, se encuentran en las plantas, corteza de los árboles, bajo las piedras, etc., y por lo general tienen alas bien desarrolladas.
Los psocópteros se alimentan de diversos materiales de origen vegetal y animal como micelios de hongos, granos de cereales dañados, polen, insectos muertos y huevos de insectos. Los que viven entre los libros se alimentan de los hongos que crecen sobre el pegamento.

## Nutrición
La principal fuente de escarabajos del heno son las algas verdes terrestres, los líquenes, el moho y los hongos parásitos. Algunas especies se alimentan de polvo vegetal y otros residuos orgánicos, de ahí el nombre de escarabajos del heno. A veces, los tejidos vivos de las plantas superiores les sirven de alimento.

## Parafiletismo
En la década de 2000, la evidencia filogenética morfológica y molecular ha demostrado que los piojos parásitos Phthiraptera evolucionaron dentro del suborden Troctomorpha, lo que hace que Psocoptera sea parafilético con respecto a Phthiraptera. En la sistemática moderna, Psocoptera y Phthiraptera se tratan juntos en el orden Psocodea.

## Entomología aplicada
Por su alimentación pueden constituir una plaga dañina para objetos humanos de origen vegetal. Típicamente atacan al papel. En realidad son fungívoros y dañan el papel al alimentarse y rascar los hongos que crecen sobre el mismo.
Algunas especies de psocidos, como Liposcelis bostrychophila, son plagas comunes de los productos alimentarios almacenados. Los psocidos, entre otros artrópodos, se han estudiado para desarrollar nuevas técnicas de control de plagas en la fabricación de alimentos. Un estudio descubrió que el envasado en atmósferas modificadas (MAP, modified atmosphere packaging) ayudaba a controlar la reaparición de plagas durante el proceso de fabricación y evitaban nuevas infestaciones en los productos finales que llegan a los consumidores.

### Control
Dado que requieren cierto grado de humedad, las medidas de limitar la humedad ambiental (así como goteras e inundaciones) en las zonas de almacén de materiales similares como bibliotecas evitan su aparición y asentamiento.
Se atacan con fórmula a base de timol y metanol en cantidades adecuadas y exactas.[cita requerida]

## Restos fósiles
El representante fósil más antiguo que pertenece claramente al orden Psocoptera procede del Jurásico. (Según otros autores, un fósil del Pérmico descrito como un piojo del polvo podría ser una drosófila de alas con flecos). Los tres subórdenes se conocen en el ámbar báltico, cada uno con representantes de varias familias. También se han encontrado piojos del polvo en una gran variedad de formas en ámbar de otros yacimientos terciarios y cretácicos. Algunas especies fósiles son muy similares a parientes recientes que hoy en día colonizan principalmente los trópicos y subtrópicos.

## Clasificación
En la década del 2000, el evidencia filogenética morfológica y molecular ha indicado que el piojo parasitario (Phthiraptera) evolucionó a partir del suborden psocoptera Troctomorpha, lo que hace a Psocoptera parafilético with respect to Phthiraptera. In modern systematics, Psocoptera and Phthiraptera are therefore treated together in the order Psocodea.
El siguiente cladograma muestra las relaciones en Psocodea, reasltando su comparación con el previo agrupamiento de Psocoptera:

|  | Phthiraptera   |
|  |                |
|  | Liposcelididae |
|  |                |

|  | Pachytroctidae  |
|  |                 |
|  | Sphaeropsocidae |
|  |                 |

|  | Phthiraptera   |
|  |                |
|  | Liposcelididae |
|  |                |

|  | Pachytroctidae  |
|  |                 |
|  | Sphaeropsocidae |
|  |                 |

|  | Phthiraptera   |
|  |                |
|  | Liposcelididae |
|  |                |

|  | Pachytroctidae  |
|  |                 |
|  | Sphaeropsocidae |
|  |                 |

|  | Phthiraptera   |
|  |                |
|  | Liposcelididae |
|  |                |

|  | Pachytroctidae  |
|  |                 |
|  | Sphaeropsocidae |
|  |                 |

|  | Phthiraptera   |
|  |                |
|  | Liposcelididae |
|  |                |

|  | Pachytroctidae  |
|  |                 |
|  | Sphaeropsocidae |
|  |                 |

|  | Phthiraptera   |
|  |                |
|  | Liposcelididae |
|  |                |

|  | Pachytroctidae  |
|  |                 |
|  | Sphaeropsocidae |
|  |                 |

|  | Phthiraptera   |
|  |                |
|  | Liposcelididae |
|  |                |

|  | Pachytroctidae  |
|  |                 |
|  | Sphaeropsocidae |
|  |                 |

|  | Phthiraptera   |
|  |                |
|  | Liposcelididae |
|  |                |

|  | Pachytroctidae  |
|  |                 |
|  | Sphaeropsocidae |
|  |                 |

|  | Phthiraptera   |
|  |                |
|  | Liposcelididae |
|  |                |

|  | Pachytroctidae  |
|  |                 |
|  | Sphaeropsocidae |
|  |                 |

|  | Phthiraptera   |
|  |                |
|  | Liposcelididae |
|  |                |

|  | Pachytroctidae  |
|  |                 |
|  | Sphaeropsocidae |
|  |                 |

|  | Phthiraptera   |
|  |                |
|  | Liposcelididae |
|  |                |

|  | Pachytroctidae  |
|  |                 |
|  | Sphaeropsocidae |
|  |                 |

|  | Phthiraptera   |
|  |                |
|  | Liposcelididae |
|  |                |

|  | Pachytroctidae  |
|  |                 |
|  | Sphaeropsocidae |
|  |                 |

|  | Phthiraptera   |
|  |                |
|  | Liposcelididae |
|  |                |

|  | Pachytroctidae  |
|  |                 |
|  | Sphaeropsocidae |
|  |                 |

|  | Phthiraptera   |
|  |                |
|  | Liposcelididae |
|  |                |

|  | Pachytroctidae  |
|  |                 |
|  | Sphaeropsocidae |
|  |                 |

|  | Phthiraptera   |
|  |                |
|  | Liposcelididae |
|  |                |

|  | Pachytroctidae  |
|  |                 |
|  | Sphaeropsocidae |
|  |                 |

|  | Phthiraptera   |
|  |                |
|  | Liposcelididae |
|  |                |

|  | Pachytroctidae  |
|  |                 |
|  | Sphaeropsocidae |
|  |                 |